# ماهی پرچمی
ماهی پرچمی(نام علمی: Aphanius vladykovi) نام یک گونه از سرده کپوردندان است.